# Pothoideae
Pothoideae es una subfamilia de plantas con flores perteneciente a la familia Araceae. La subfamilia se compone de cuatro géneros: Anthurium, Pothos, Pedicellarum y Pothoidium. Están distribuidos en dos tribus, Anthurieae y Pothoeae. Las especies de esta subfamilia son verdaderas aráceas.

## Tribus y géneros
La subfamilia consta de dos tribus: 
- Anthurieae
  - Anthurium Schott
- Pothoeae
  - Pothos L.
  - Pedicellarum M.Hotta (monotípico)
  - Pothoidium Schott (monotípico)